# Кури-юрт
Кури-юрт (ингуш. Кӏури-Юрт) — поселение в Ингушетии в XIX веке.
В конце 1820-х — начале 1830-х годов происходит выселение ингушей на плоскость через Ассинское ущелье, основываются ингушские селения в нижнем течении Ассы и по берегам Сунжи в пределах нынешнего Сунженского района Ингушетии. На карте 1834 года в этих местах имеется целая сеть ингушских поселений. В районе современного города Сунжа было расположено селение Корей. В рапорте Владикавказского коменданта Широкого от 31 декабря 1838 года оно обозначено как Курей-Юрт. Согласно этому рапорту, в селе находилось 105 дворов и проживало 585 человек. На «Карте Левого фланга Кавказской линии» 1840 года это селение обозначено как Корей-Юрт.
Основателем села Кури-Юрт (ингуш. Кӏури-Юрт) в районе современного города Сунжа называется Кури Леймоев, сын Али (ингуш. Леймой Iаьлий Кӏури), из селения Лейми, откуда он выселился на Сунжу в конце 20-х или в начале 30-х годов XIX века. Утверждается, что селение Кури-Юрт просуществовало до 1845 года. Более поздние немецкие и британские карты 1855 года явно показывают, что селение Korei находилось на правом (южном) берегу Сунжи .